# Leche de yegua

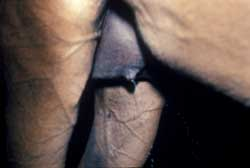
Leche de yegua

La leche de yegua es la leche extraída de la hembra del caballo. 
Entre los tártaros rusos, las yeguas llegaban a reemplazar completamente a las vacas, ordeñándose una, dos y hasta tres veces al día. Su leche caliente sirve de medicamento y se hace de ella manteca, quesos y, sobre todo, un licor embriagador, muy del gusto de esos pueblos.
La yegua es una de esas hembras que no se dejan ordeñar fácilmente sino a la vista de su cría, y su leche, aunque menos serosa que la de burra, no es, sin embargo, tan rica en sus principios constitutivos como la de los rumiantes, y por esta razón, sin duda, ha sido la primera que ha sido sometida a la fermentación para sacar de ella, por destilación, alcohol y, dejándola poner ácida, vinagre. Estos procedimientos comunicados por los viajeros fueron perfeccionados en Europa y aplicados después a las otras clases de leche. 